# La7 Colors
La7 Colors è stato un programma televisivo italiano di intrattenimento, in onda su LA7 nel 2011, realizzato da Elisabetta Arnaboldi.

## Il programma
Il programma, iniziato il 19 aprile 2011 e concluso il 31 dicembre dello stesso anno, riproponeva stralci di programmi pescati dal repertorio televisivo di LA7/TMC, in occasione del decimo anniversario dalla nascita di LA7, erede della TV italo-monegasca. Il programma aveva una durata di circa 120 minuti, anche se variava di puntata in puntata, e andava in onda dal lunedì al venerdì alle 03:40 su LA7 e in replica su LA7d.
Gli stralci di programmi andati in onda risalivano tuttavia solo fino al 1985: infatti, l'archivio di TMC di proprietà di LA7 risale fino a quell'anno, e si limita ai programmi girati nelle sedi italiane, perché non comprende gli archivi delle produzioni realizzate nella sede del Principato di Monaco all'epoca della franco-monegasca Télé Monte Carlo.